# 多利尼夫卡 (阿爾齊茲區)
45°59′40″N 29°31′38″E / 45.99444°N 29.52722°E
多利尼夫卡（烏克蘭語：Долинівка）是位於烏克蘭西南部的村莊，由敖德萨州博爾赫拉德區的巴甫利夫卡市鎮負責管轄。該村處於科吉利尼克河畔，海拔高度16米，2001年人口751。